# Anghiari
Anghiari [aŋ'gja:ri] est une commune italienne, située dans la province d'Arezzo en Toscane.

## Histoire
Anghiari est un village fortifié médiéval près duquel deux batailles se sont déroulées.
La première, où les Florentins sont défaits par les Milanais, se déroule en 1425. 
La seconde, la plus connue, a lieu le 29 juin 1440 et voit la victoire des Florentins sur les  Milanais. Elle a inspiré la fresque aujourd'hui disparue de Léonard de Vinci qui se trouvait à Florence au Palazzo Vecchio.
Le 15 janvier 1797, le combat d'Anghiari oppose les troupes du général autrichien Povera et celles du général français Guieu, où se distingue particulièrement le 9e régiment de dragons.
Le camp d'internement de Renicci di Anghiari accueille environ 10 000 prisonniers, entre octobre 1942 et septembre 1943.

## Géographie
Anghiari est située sur une colline culminant à 429 m, dominant la Valtiberina et la vallée de la Sovara près de Sansepolcro à la frontière entre les régions de la Toscane et de l'Ombrie.

### Hameaux
Catigliano, Motina, Ponte alla Piera, San Leo, Scheggia, Tavernelle, Viaio

### Communes limitrophes
|          | Caprese Michelangelo, Pieve Santo Stefano | Sansepolcro |
| Subbiano | Anghiari                                  | Citerna     |
| Arezzo   | Arezzo                                    | Monterchi   |

## Culture et patrimoine

### Monuments
- Palazzo Pretorio
- Museo delle tradizioni popolari in Palazzo Taglieschi
- Museo della Battaglia e delle armi anghiaresi
- Villa La Barbolana

#### Églises
- Badia di San Bartolomeo
- Chapelle della Misericordia (Anghiari)
- Chapelle Santa Maria Maddalena (Anghiari)
- Église de la Croix (Anghiari)
- Église Sant'Agostino (Anghiari)
- Église Santa Maria delle Grazie (Anghiari) : Cène de Giovanni Antonio Sogliani
- Église Santo Stefano (Anghiari)
- Tempio votivo dei Caduti
- Sanctuaire Madonna del Carmine al Combarbio
- Pieve Santa Maria a Micciano
- Pieve Santa Maria alla Sovara
- Pieve Santa Maria a Corsano

### Musées
- Musée du Palais Taglieschi - Le musée, fondé en 1975, abrite des œuvres d’art allant du XIVe au XVIIIe siècle, provenant d’églises et de bâtiments historiques du territoire de la Valtiberina dont une sculpture en bois polychrome représentant la Vierge de Jacopo della Quercia (environ 1420) et une Nativité attribuée à Andrea della Robbia.
- Musée de la bataille d'Anghiari dans l'ancien Palais Marzocco dont une partie est consacrée à la bataille d’Anghiari raconte la représentation picturale inachevée de Léonard de Vinci et l’importance historique du fait d’armes.

### Théâtre
- Teatro dell'Accademia dei Ricomposti

## Événements commémoratifs

### Fêtes, foires
- Palio della Vittoria : le 29 juin (Corso Matteotti et Piazza Baldaccio).

- Memorandia : Marché de l'antiquaire, modernité et collection : deuxième dimanche de chaque mois sur la Piazza Baldaccio.
- Marché exposition de l'artisanat de la Valtiberina toscane : du 25 avril au 1er mai au centre ancien. Il couvre tous les domaines du « fait main » (travail des métaux, de la pierre, céramique, métaux précieux, tissus et cuir).
- Tovaglia a quadri (nappe à carreaux) : dîner « à la toscane » : semaine de Ferragosto (semaine comprenant le 15 août) sur la Piazzetta del Poggiolino. C'est un dîner accompagné par une histoire théâtrale en 4 parties. Les gens du lieu racontent des mémoires authentiques et des mythes locaux. À partir d'un fait réel, se développent autour d'autres histoires commentées par les comari (commères) aux fenêtres et par les nombreux personnages qui animent l'Osteria del Poggiolino.
- I Centogusti dell'Appennino (« Les Cent Goûts de l'Apennin ») : semaine du 1er novembre au centre ancien. Exposition dans les boutiques typiques du bourg médiéval afin de promouvoir le tourisme rural et de faire connaître les saveurs typiques de la région. Dégustation et vente de produits traditionnels.
- Fête des Bringoli et de la Saint-Martin : week-end de la Saint-Martin (11 novembre) à la Galleria Girolamo Magi. Sagra traditionnelle, dégustations gastronomiques. La principale attraction sont les bringoli, gros spaghettis faits à la main par les ménagères locales uniquement a base d'eau et de farine à la sauce de champignons et viande.

## Politique et administration
| Période                                  | Période  | Identité          | Étiquette     | Qualité              |
| ---------------------------------------- | -------- | ----------------- | ------------- | -------------------- |
| 2002                                     | 2011     | Danilo Bianchi    | Centre gauche |                      |
| 2011                                     | 2011     | Rosalba Guarino   | -             | Commissaire, intérim |
| 2011                                     | en cours | Riccardo La Ferla | Liste civique |                      |
| Les données manquantes sont à compléter. |          |                   |               |                      |

## Population et société

### Démographie
Habitants recensés

## Économie
L'agriculture et l'activité touristique constituent les principales activités économiques d'Anghiari, qui est par ailleurs connu pour son artisanat comme la restauration de mobilier ancien et le tissage.

## Personnalités nées dans la ville
- Antonio di Anghiari, peintre d'enseigne et maître de Piero della Francesca.

## Galerie de photos

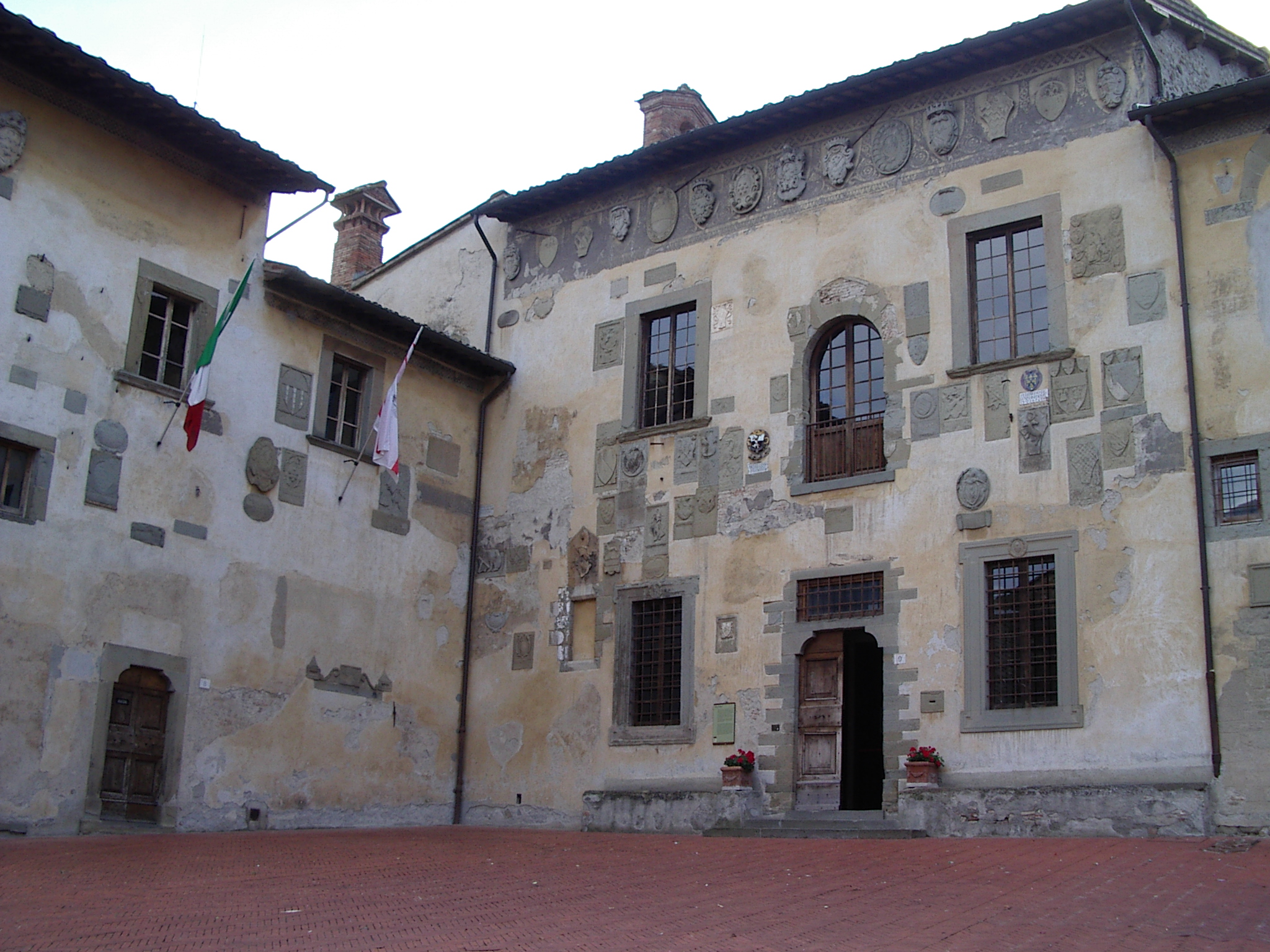
Palazzo Pretorio
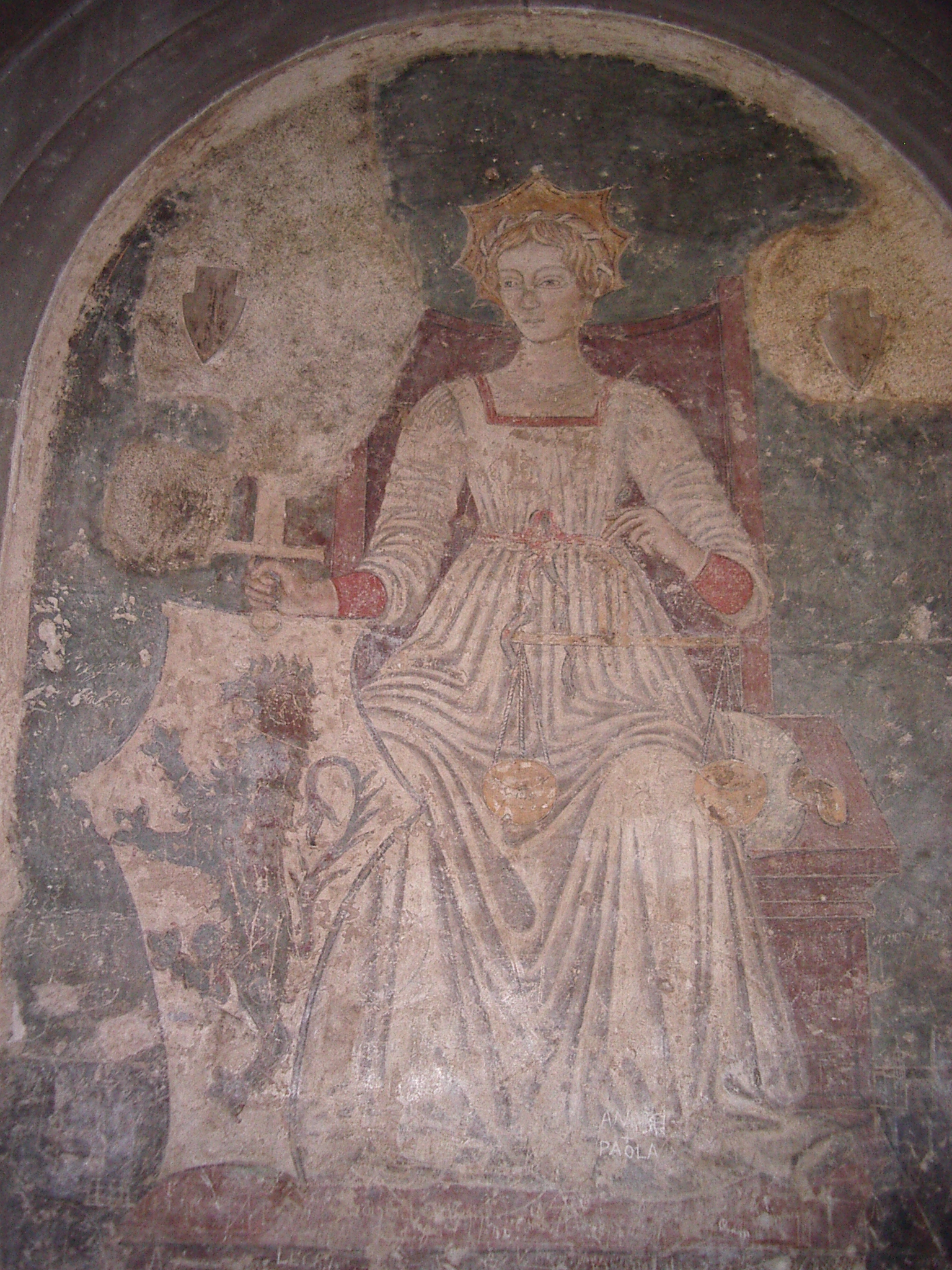
La Justice (1460), fresque attribuée à Antonio di Anghiari
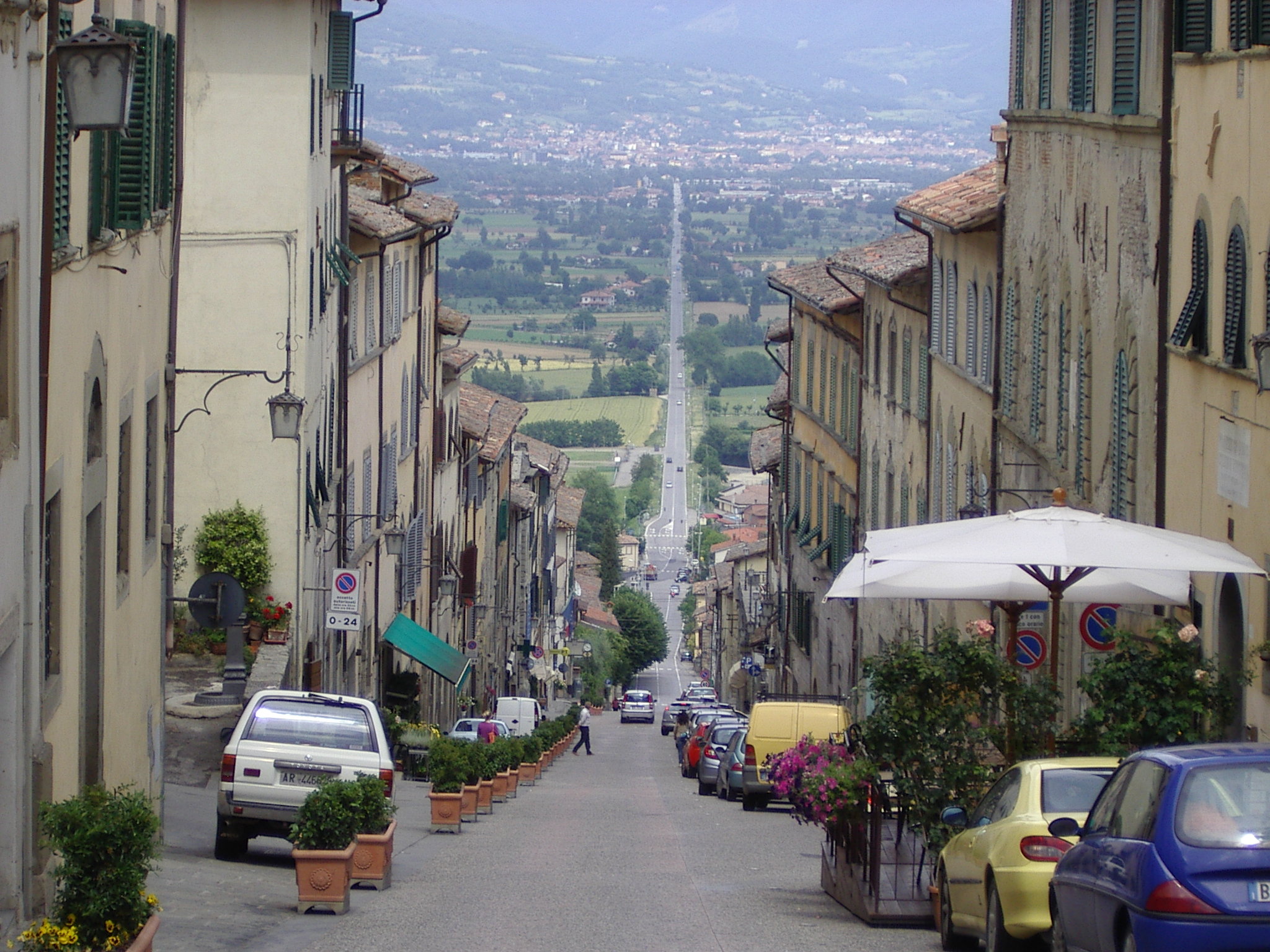
Route de Santa Fiora ( Anghiari-Sansepolcro)
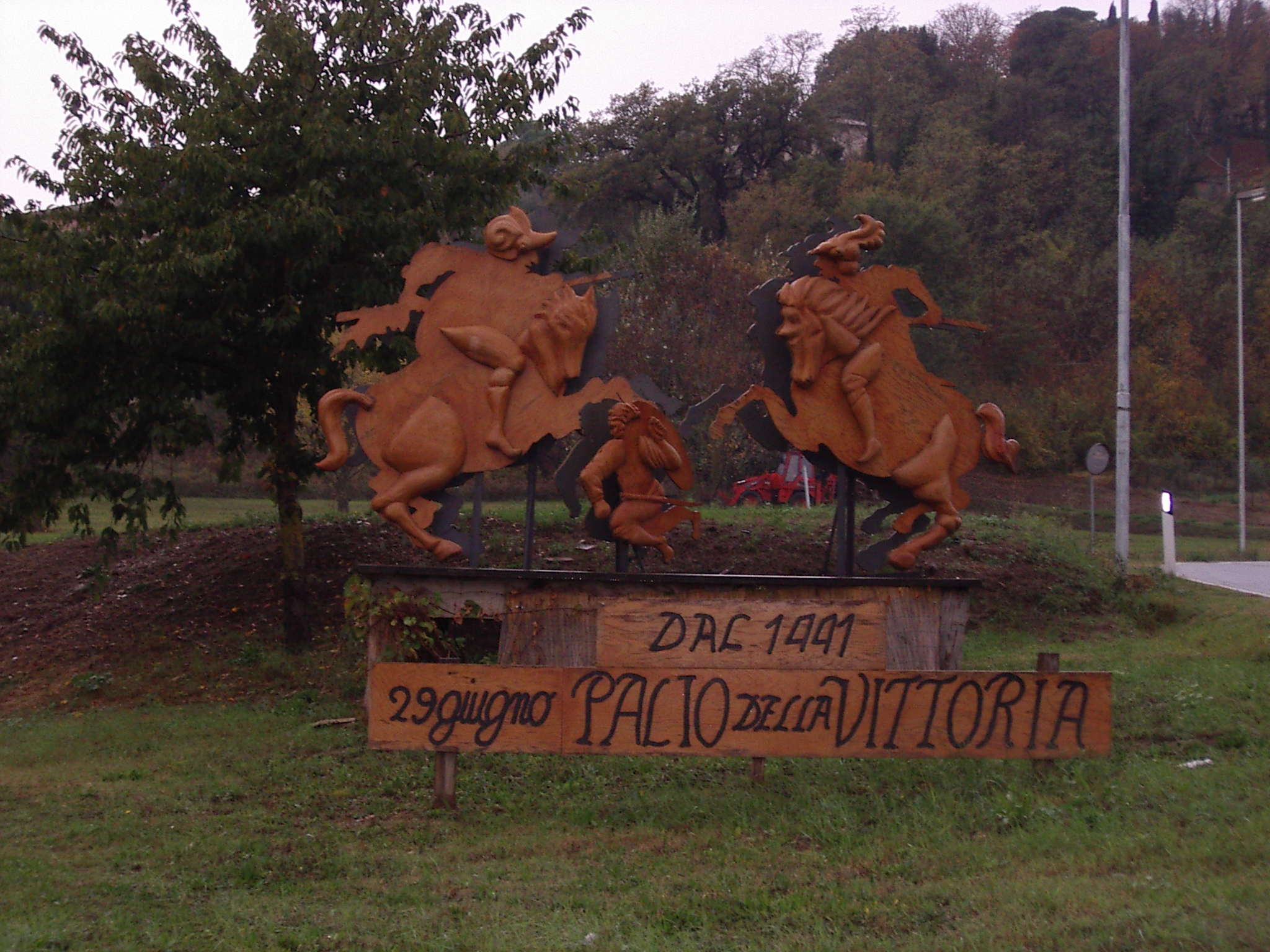
Palio della Vittoria
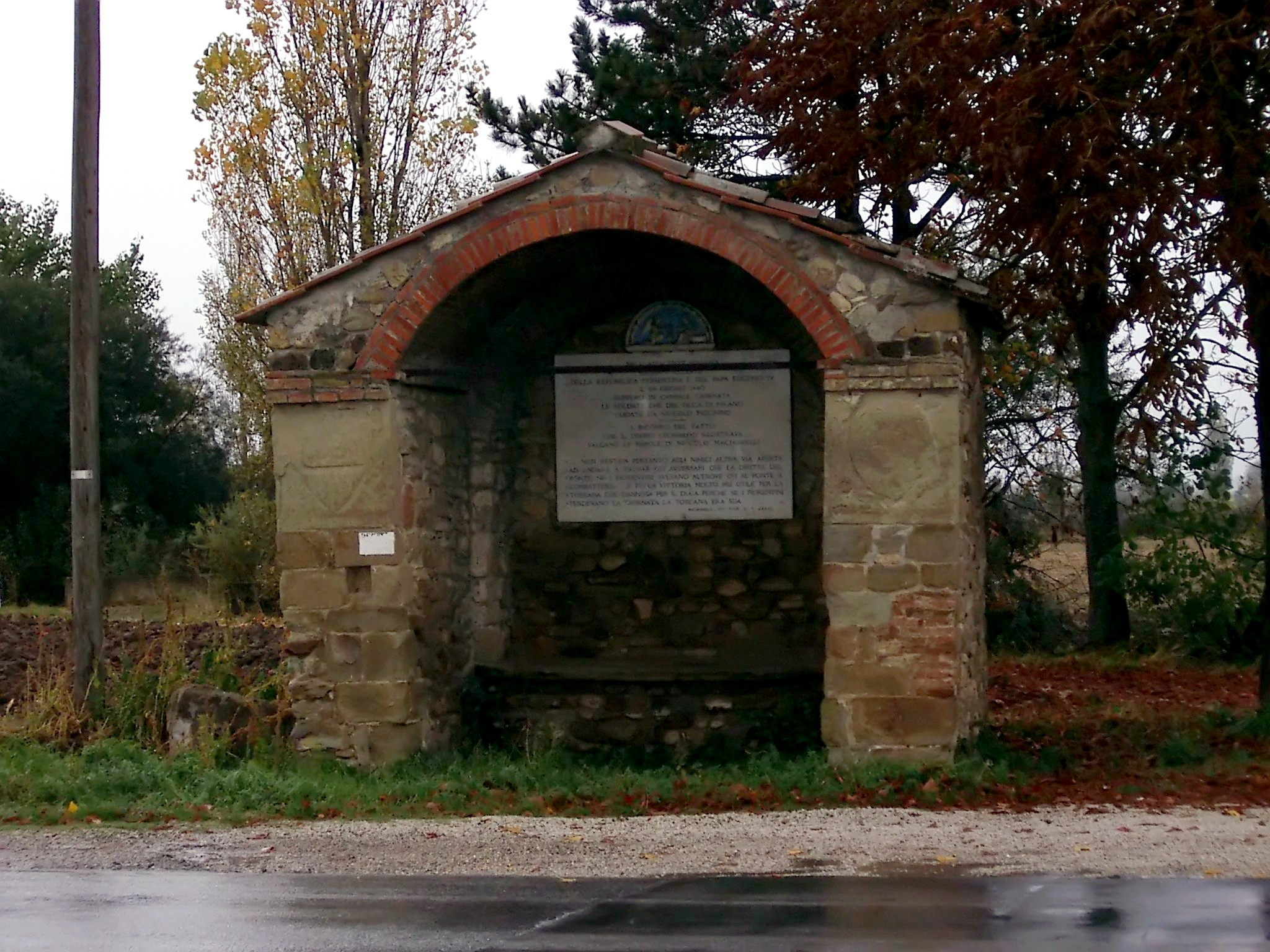
La chapelle de la Victoire (plaine d'Anghiari)
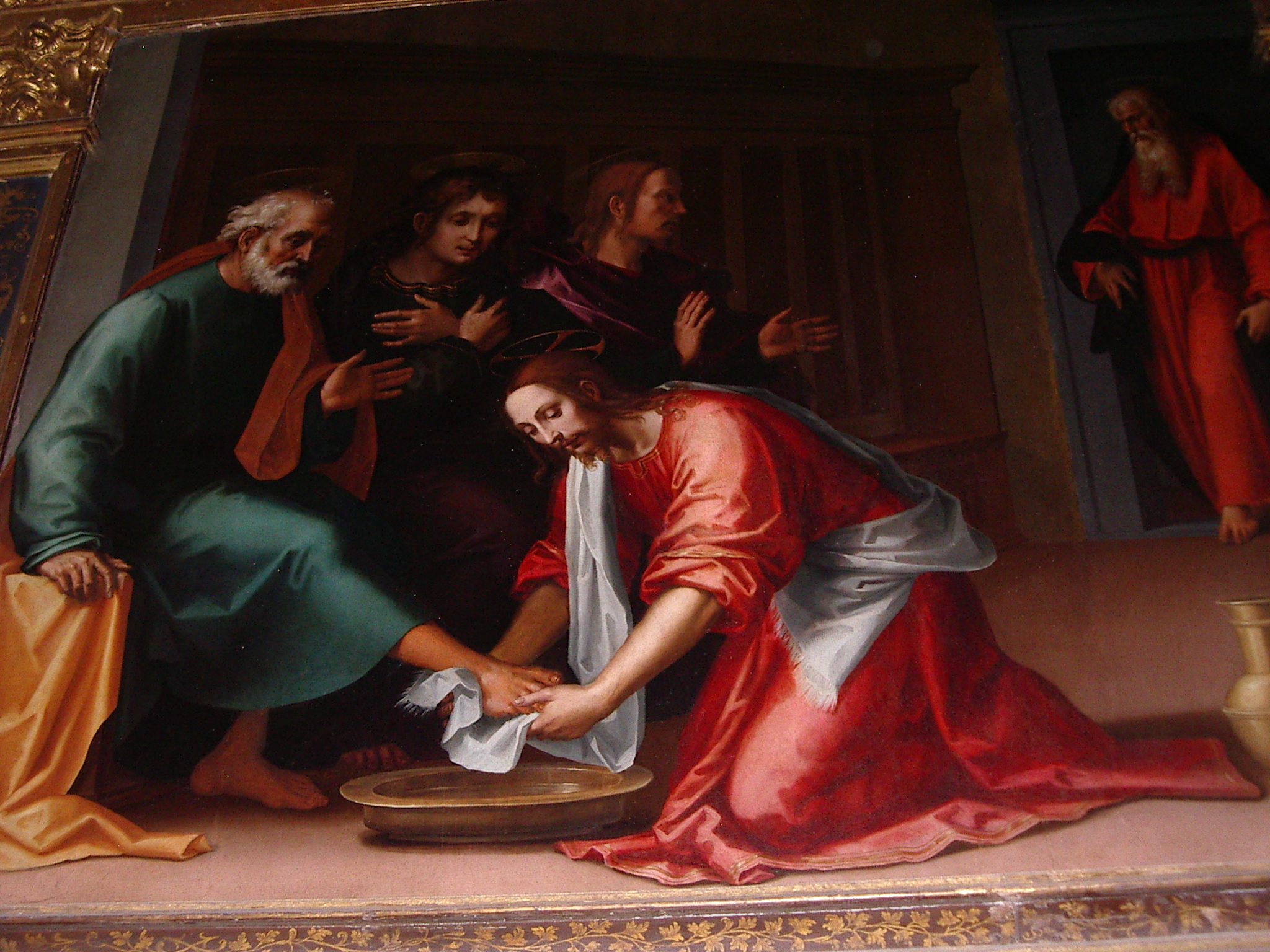
Jésus lavant les pieds à un apôtre (1531) de Giovanni Antonio Sogliani, église de Santa Maria delle Grazie.